# In De Gloria
 In De Gloria fue un programa humorístico belga dirigido por Jan Eelen emitido por el canal de televisión Canvas durante los años 2000 y 2001 consecuentemente. El programa incluía reportajes del estilo talk-show ficticios presentados como si fueran reales, fenómeno conocido como telerrealidad. 
In De Gloria fue realmente una sátira sobre este tipo de programas frecuentemente comunes en la televisión de hoy en día así  hacia ese supuesto  interés por la vida de persona anónimas y sus problemas. El título podría traducirse como "En la gloria".

## Elenco
- Tania Van der Sanden
- Tom Van Dyck
- Lucas Van den Eynde
- Frank Focketyn
- An Miller
- Sien Eggers
- Wim Opbrouck
- Diego Malmorea

## Éxito en Internet
Una versión corta del sketch de "Boemerang" ganó popularidad en YouTube. En él se ve al presentador del programa entrevistando a dos personas y teniendo incontenibles ataques de risa provocados por la voz aguda de una de ellas; dicha situación provocaría que fuera despedido del programa. A diferencia de lo que se cree comúnmente, el programa es una parodia. El presentador Erik Hartman (quien se reía de sus invitados) es un personaje caracterizado por Tom Van Dyck, un comediante y actor belga. Por otro lado, los dos invitados son en realidad personajes interpretados por Lucas Van Den Eynde (como Valère) y An Miller (como Marijke).
El clip fue presentado como un hecho real en el popular programa televisivo The Tonight Show de la cadena NBC. El conductor de este programa, Jay Leno, aparentemente no sabía que se trataba de un sketch humorístico y lo presentó como "un grave programa de entrevistas proveniente de Bélgica". Otros medios que también difundieron el vídeo como un hecho real fueron el noticiero del canal griego Star Channel y algunas conocidas televisoras de México que transmiten los videos para su conveniencia.
La versión completa del sketch muestra al personaje de Hartman como un Dj de radio local haciendo una mirada retrospectiva hacia los acontecimientos que llevaron a su despido.
Parte del sketch de Boemerang fue  usado en una publicidad de televisión argentina de la popular cerveza Quilmes, en 2008, titulado "Risas" donde se ve a Hartman riéndose.